# Bohodar Dosužkov
Bohodar Theodor Dosužkov (rusky Фёдор Николаевич Досужков; 26. ledna 1899, Baku – 19. ledna 1982, Praha) byl ruský a po emigraci československý lékař, jeden ze zakladatelů československé psychoanalýzy.

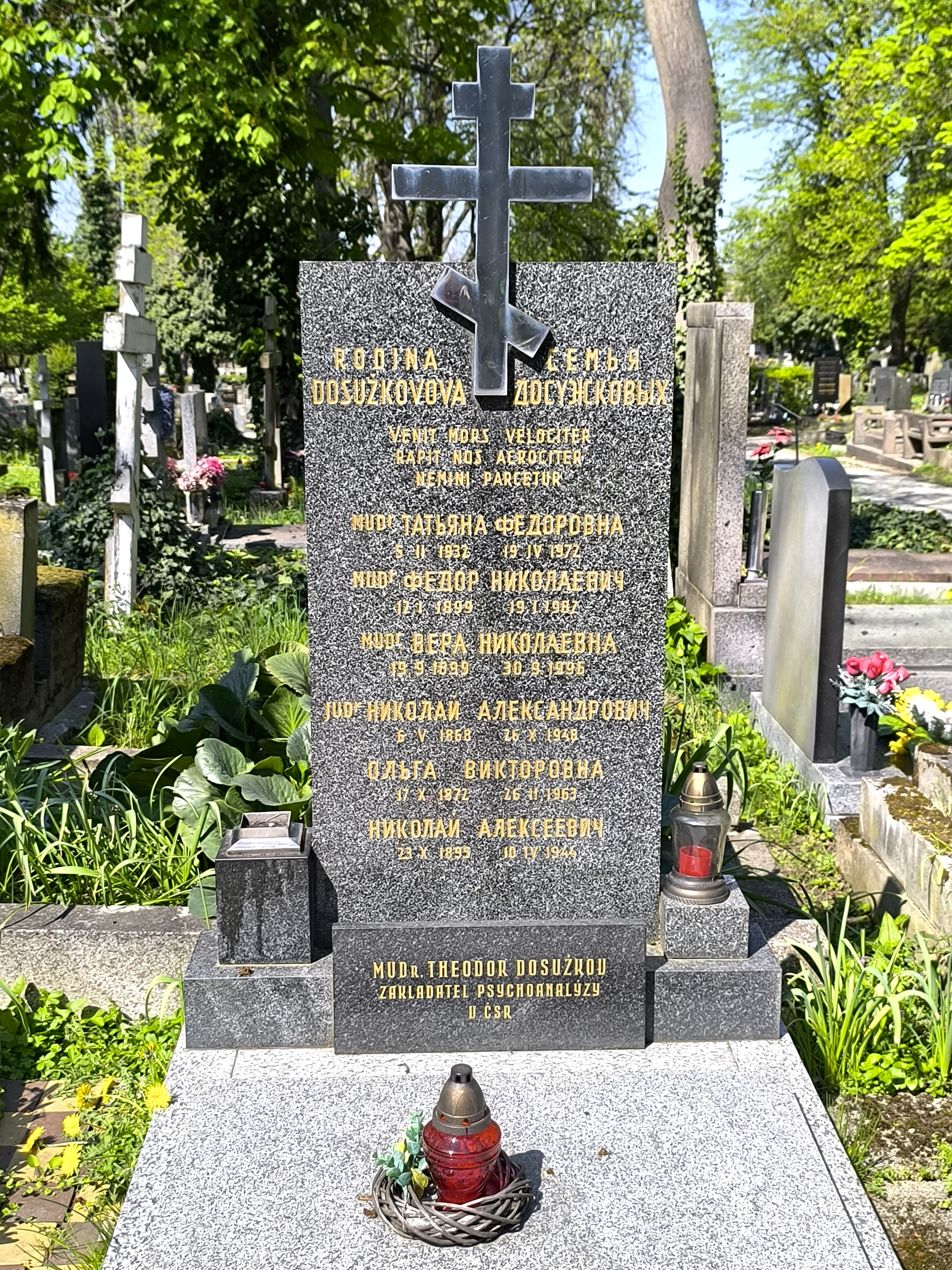
Hrob Bohodara (Theodora) Dosužkova, Olšanské hřbitovy (Pravoslavný hřbitov)

## Životopis
Narodil se 26. ledna 1899 v Baku. Studoval přírodní vědy v Rostově na Donu. V roce 1918 opustil Rusko. V roce 1921 přijel společně s manželkou do Prahy. V Praze se seznámil s N. J. Osipovem a navštěvoval jeho psychoanalytický kroužek.
Působil od dvacátých let 20. stol. v Praze, podílel se na etablování československé psychoanalýzy, resp. stal se jedním z mála cvičných (trainingových) psychoanalytiků v Československu.
Udržel kontinuitu československé psychoanalýzy, byť v ilegalitě, za německé okupace i za bolševické vlády, a to se dvěma světlými obdobími: 1945 až 1948 a 1968 až 1969.
Poznamenejme, že po druhé světové válce navázal kontakt s Otto Fenichelem, který vedl československou psychoanalytickou studijní skupinu před válkou.
Jedním z jeho žáků se stal MUDr. JUDr. Otakar Kučera, původně dětský psychiatr, další po Dosužkovovi význačný trainigový psychoanalytik; mezi Kučerovy žáky patří většina psychoanalytiků ze starší generace včetně jeho žáků MUDr. Pavla Tautermanna, MUDr. Ladislava Haase (1. března 1904 Lučenec – únor 1986 Londýn), PhDr. Marie Bénové (1908–1987) nebo např. Zbyňka Havlíčka (22. května 1922 Jilemnice – 7. ledna 1969 Praha).

Angažoval se ve vydávání psychoanalytického sborníku mezi roky 1945 a 1948(9) a v letech 1968 a 1969 a při vydání Freudových Vybraných spisů na konci šedesátých let.

Po celou dobu okupace (1939–1945) a bolševické cenzury vedl bytové semináře a tajné analýzy.

Jeho dcera Evženie (Žeňa; nar. 1935) emigrovala do Německé spolkové republiky („západní Německo“) a stala se význačnou psychoanalytičkou.